# Saison 2 de The Voice van Vlaanderen
La deuxième saison de The Voice van Vlaanderen dans sa version flamande de The Voice a été diffusée sur VTM du 18 janvier 2013 au 3 mai 2013. Cette dernière est présentée An Lemmens. Elle a été remportée par Paulien Mathues.

## The Blind Auditions
| Légende | Le coach a buzzé (« "I want you" ») | Le candidat est dans l'équipe du coach qui l'a buzzé (s'il est le seul à avoir buzzé) | Le candidat rejoint l’équipe du coach (dans le cas où ils sont plusieurs à avoir buzzé) | — Le candidat est éliminé |

### Épisode 1 (18 janvier)
| Ordre | Candidat              | Chanson                                     | Choix des coachs et des candidats | Choix des coachs et des candidats | Choix des coachs et des candidats | Choix des coachs et des candidats |
| Ordre | Candidat              | Chanson                                     | Alex Callier                      | Jasper Steverlinck                | Koen Wauters                      | Natalia Druyts                    |
| ----- | --------------------- | ------------------------------------------- | --------------------------------- | --------------------------------- | --------------------------------- | --------------------------------- |
| 1     | Lucas Peeters         | Grenade - Bruno Mars                        | —                                 |                                   |                                   |                                   |
| 2     | Domien Cnockaert      | Don't Look Back in Anger - Oasis            |                                   |                                   | —                                 | —                                 |
| 3     | Arnd Van Vlierden     | Rolling in the Deep - Adele                 |                                   |                                   |                                   |                                   |
| 4     | Elke Rammant          | Skinny Love - Birdy                         | —                                 | —                                 | —                                 | —                                 |
| 5     | Jeroen Van Troyen     | Best of You - Foo Fighters                  | —                                 | —                                 |                                   |                                   |
| 6     | Timna Vanhecke        | No Woman, No Cry - Bob Marley & the Wailers |                                   |                                   |                                   |                                   |
| 7     | Bart Dhooge           | Tell Me It's Not Over (en) - Starsailor     | —                                 | —                                 | —                                 | —                                 |
| 8     | Maria Theresa Morales | If I Ain't Got You - Alicia Keys            | —                                 | —                                 |                                   | —                                 |
| 9     | Julie Barbé           | Single Ladies (Put a Ring on It) - Beyoncé  | —                                 | —                                 | —                                 |                                   |
| 10    | Jasper Lauwers        | Boyfriend - Justin Bieber                   | —                                 | —                                 | —                                 | —                                 |
| 11    | Robby Longo           | Bad Moon Rising - John Fogerty              | —                                 | —                                 | —                                 |                                   |
| 12    | Sarah Godard          | The A Team - Ed Sheeran                     |                                   |                                   |                                   |                                   |

### Épisode 2 (25 janvier)
| Ordre | Candidat            | Chanson                                  | Choix des coachs et des candidats | Choix des coachs et des candidats | Choix des coachs et des candidats | Choix des coachs et des candidats |
| Ordre | Candidat            | Chanson                                  | Alex Callier                      | Jasper Steverlinck                | Koen Wauters                      | Natalia Druyts                    |
| ----- | ------------------- | ---------------------------------------- | --------------------------------- | --------------------------------- | --------------------------------- | --------------------------------- |
| 1     | Jaouad Alloul       | My Kind of Love (en) - Emeli Sandé       | —                                 | —                                 | —                                 |                                   |
| 2     | Kaat Verschueren    | Hometown Glory - Adele                   |                                   |                                   | —                                 | —                                 |
| 3     | Chris Medaer        | Angie - The Rolling Stones               |                                   |                                   | —                                 |                                   |
| 4     | Stephanie Peeters   | Come Alive (en) - Netsky                 | —                                 | —                                 | —                                 | —                                 |
| 5     | Toni Verlinden      | Papillon (en) - Editors                  |                                   |                                   | —                                 | —                                 |
| 6     | Freija D'Hondt      | Uninvited - Alanis Morissette            |                                   |                                   |                                   |                                   |
| 7     | Krystina Salcedo    | Come Together - The Beatles              | —                                 | —                                 |                                   | —                                 |
| 8     | Elke Vandebroek     | Run - Snow Patrol                        | —                                 | —                                 | —                                 |                                   |
| 9     | Matthijs Vanstaen   | The Blower's Daughter (en) - Damien Rice |                                   |                                   |                                   |                                   |
| 10    | Karlien De Schutter | Little Talks - Of Monsters and Men       | —                                 | —                                 | —                                 | —                                 |
| 11    | Bernd Wijnants      | Van God Los - Monza                      | —                                 | —                                 | —                                 | —                                 |
| 12    | Tchiah Ommar        | Free Fallin' - Tom Petty                 | —                                 |                                   | —                                 | —                                 |

### Épisode 3 (1 février)
| Ordre | Candidat             | Chanson                                           | Choix des coachs et des candidats | Choix des coachs et des candidats | Choix des coachs et des candidats | Choix des coachs et des candidats |
| Ordre | Candidat             | Chanson                                           | Alex Callier                      | Jasper Steverlinck                | Koen Wauters                      | Natalia Druyts                    |
| ----- | -------------------- | ------------------------------------------------- | --------------------------------- | --------------------------------- | --------------------------------- | --------------------------------- |
| 1     | Loredana De Amicis   | Nobody's Perfect - Jessie J                       | —                                 | —                                 | —                                 |                                   |
| 2     | Niels Cockx          | Mia - Gorky                                       | —                                 |                                   | —                                 | —                                 |
| 3     | Daniel López Montejo | Chan Chan - Buena Vista Social Club               | —                                 |                                   |                                   |                                   |
| 4     | Kimberley Gibbs      | Mesmerized (en) - Faith Evans                     | —                                 | —                                 | —                                 | —                                 |
| 5     | Donna Van Dijck      | We Found Love - Rihanna feat. Calvin Harris       | —                                 | —                                 | —                                 | —                                 |
| 6     | Hermès Amerlinck     | All Along the Watchtower - Bob Dylan              |                                   | —                                 | —                                 |                                   |
| 7     | Marijke De Roover    | Big Spender (en) - Shirley Bassey                 | —                                 | —                                 |                                   | —                                 |
| 8     | Maxim Libbrecht      | Heart of Gold - Neil Young                        | —                                 | —                                 | —                                 | —                                 |
| 9     | Jana De Valck        | Wherever You Will Go (en) - The Calling           |                                   |                                   |                                   |                                   |
| 10    | Gilles Thiry         | Jolene - Dolly Parton (version The White Stripes) |                                   |                                   | —                                 | —                                 |
| 11    | Oriane De Carvalho   | Empire State of Mind - Alicia Keys feat. Jay-Z    | —                                 | —                                 | —                                 | —                                 |
| 12    | Eva en Elias Storme  | Fix You - Coldplay                                |                                   | —                                 |                                   | —                                 |

### Épisode 4 (8 février)
| Ordre | Candidat               | Chanson                                                      | Choix des coachs et des candidats | Choix des coachs et des candidats | Choix des coachs et des candidats | Choix des coachs et des candidats |
| Ordre | Candidat               | Chanson                                                      | Alex Callier                      | Jasper Steverlinck                | Koen Wauters                      | Natalia Druyts                    |
| ----- | ---------------------- | ------------------------------------------------------------ | --------------------------------- | --------------------------------- | --------------------------------- | --------------------------------- |
| 1     | Lisa Castelli          | Lego House - Ed Sheeran                                      | —                                 |                                   | —                                 | —                                 |
| 2     | Jens Oomes             | Jealous Guy - John Lennon (version Roxy Music)               | —                                 | —                                 | —                                 |                                   |
| 3     | Alden Muanza Dolomingo | Georgia On My Mind - Ray Charles                             | —                                 | —                                 | —                                 | —                                 |
| 4     | Lauren Zweegers        | I'd Rather Go Blind - Etta James (version de Trixie Whitley) |                                   |                                   |                                   |                                   |
| 5     | Victoria Popkova       | Songbird (en) - Fleetwood Mac                                | —                                 | —                                 | —                                 | —                                 |
| 6     | Mo Talib               | At Last - Etta James (version de Ella Fitzgerald)            | —                                 | —                                 |                                   | —                                 |
| 7     | Nathalie Moers         | Love Me Like a Man - Bonnie Raitt                            | —                                 | —                                 | —                                 |                                   |
| 8     | Davo Toma              | Afscheid Nemen Bestaat Niet - Marco Borsato                  | —                                 | —                                 | —                                 | —                                 |
| 9     | Els Artois             | My Funny Valentine - Chet Baker (version de Ella Fitzgerald) | —                                 |                                   |                                   |                                   |
| 10    | Gert Maex              | The Fear (en) - Ben Howard                                   |                                   | —                                 | —                                 | —                                 |
| 11    | Karin Alice Santos     | Give Your Heart a Break - Demi Lovato                        | —                                 | —                                 | —                                 | —                                 |
| 12    | Patricia Lalomia       | Always - Bon Jovi                                            | —                                 | —                                 |                                   | —                                 |

### Épisode 5 (15 février)
| Ordre | Candidat            | Chanson                                     | Choix des coachs et des candidats | Choix des coachs et des candidats | Choix des coachs et des candidats | Choix des coachs et des candidats |
| Ordre | Candidat            | Chanson                                     | Alex Callier                      | Jasper Steverlinck                | Koen Wauters                      | Natalia Druyts                    |
| ----- | ------------------- | ------------------------------------------- | --------------------------------- | --------------------------------- | --------------------------------- | --------------------------------- |
| 1     | Barbara Claerhout   | Me and Mrs. Jones - Billy Paul              | —                                 | —                                 |                                   | —                                 |
| 2     | David Van den Hende | So Sick (en) - Ne-Yo                        | —                                 | —                                 | —                                 | —                                 |
| 3     | Paulien Mathues     | Smile - Lily Allen                          | —                                 |                                   |                                   | —                                 |
| 4     | Jessica Lamote      | Wildest Moments - Jessie Ware               |                                   | —                                 | —                                 | —                                 |
| 5     | Jennifer Huyghe     | Price Tag - Jessie J                        | —                                 | —                                 | —                                 |                                   |
| 6     | Jelle Degens        | Mad World - Gary Jules                      |                                   |                                   |                                   |                                   |
| 7     | Julie Van Tongerloo | Love the Way You Lie - Eminem feat. Rihanna | —                                 | —                                 | —                                 | —                                 |
| 8     | Eva Van Puyvelde    | To Love Somebody - Bee Gees                 | —                                 |                                   | —                                 | —                                 |
| 9     | Demi Eestermans     | So Sick (en) - Ne-Yo                        | —                                 | —                                 | —                                 | —                                 |
| 10    | Lori Eestermans     | Can't Take My Eyes Off You - Frankie Valli  | —                                 |                                   | —                                 | —                                 |
| 11    | Bram Knockaert      | The A Team - Ed Sheeran                     | —                                 | —                                 | —                                 | —                                 |
| 12    | Olivier De Laet     | Over My Head (Cable Car) (en) - The Fray    |                                   | —                                 | —                                 | —                                 |

### Épisode 6 (22 février)
| Ordre | Candidat                | Chanson                                 | Choix des coachs et des candidats | Choix des coachs et des candidats | Choix des coachs et des candidats | Choix des coachs et des candidats |
| Ordre | Candidat                | Chanson                                 | Alex Callier                      | Jasper Steverlinck                | Koen Wauters                      | Natalia Druyts                    |
| ----- | ----------------------- | --------------------------------------- | --------------------------------- | --------------------------------- | --------------------------------- | --------------------------------- |
| 1     | Lana Mardaga            | Your Song - Elton John                  |                                   |                                   | —                                 | —                                 |
| 2     | Bert Van Renne          | Wildest Moments - Jessie Ware           | —                                 |                                   | —                                 | —                                 |
| 3     | Sylvia Molleman         | When You're Good to Mama - Chicago      | —                                 | —                                 | —                                 | —                                 |
| 4     | Theo Dewitte            | Come Home - Amatorski                   | —                                 | —                                 |                                   | —                                 |
| 5     | Danny Wuyts             | Waiting for a Girl Like You - Foreigner | —                                 | —                                 | —                                 | —                                 |
| 6     | Bjorn en Joeri Rotthier | Creep - Radiohead                       | —                                 |                                   | —                                 |                                   |
| 7     | Sandy Miessi            | My Love is Your Love - Whitney Houston  | —                                 |                                   | —                                 | —                                 |
| 8     | Brent Redant            | Rock This Town (en) - Stray Cats        | —                                 | —                                 | —                                 |                                   |

## The Battle
Entraîneurs et entraîneurs adjoints :
| Alex Callier     | Jasper Steverlinck | Koen Wauters    | Natalia Druyts |
| ---------------- | ------------------ | --------------- | -------------- |
| Cathy Van Hoecke | David Poltrock     | Vincent Pierins | Bert Gielen    |

 — Vainqueur
 — Sauvé par Alex
 — Sauvé par Jasper
 — Sauvé par Koen
 — Sauvé par Natalia

### Épisode 7 (1 mars)
| Ordre | Coach              | Candidat          | Candidat            | Chanson                                    |
| ----- | ------------------ | ----------------- | ------------------- | ------------------------------------------ |
| 1     | Natalia Druyts     | Jana De Valck     | Jaouad Alloul       | Let Me Love You - Ne-Yo                    |
| 2     | Alex Callier       | Arnd Van Vlierden | Lana Mardaga        | Jackson - Johnny Cash                      |
| 3     | Koen Wauters       | Freija D'Hondt    | Barbara Claerhout   | Price Tag - Jessie J                       |
| 4     | Jasper Steverlinck | Tchiah Ommar      | Bert Van Renne      | Under the Bridge - Red Hot Chili Peppers   |
| 5     | Natalia Druyts     | Chris Medaer      | Brent Redant        | A Little Less Conversation - Elvis Presley |
| 6     | Alex Callier       | Kaat Verschueren  | Eva en Elias Storme | Poison & Wine - The Civil Wars             |

### Épisode 8 (8 mars)
| Ordre | Coach              | Candidat             | Candidat                | Chanson                            |
| ----- | ------------------ | -------------------- | ----------------------- | ---------------------------------- |
| 1     | Natalia Druyts     | Daniel López Montejo | Jennifer Huyghe         | Rabiosa - Shakira                  |
| 2     | Jasper Steverlinck | Lisa Castelli        | Niels Cockx             | If I Needed You - Townes Van Zandt |
| 3     | Alex Callier       | Hermès Amerlinck     | Timna Vanhecke          | Valerie - The Zutons               |
| 4     | Koen Wauters       | Mo Talib             | Els Artois              | Every Breath You Take - The Police |
| 5     | Alex Callier       | Lauren Zweegers      | Gert Maex               | I Got You Babe - Sonny & Cher      |
| 6     | Jasper Steverlinck | Matthijs Vanstaen    | Bjorn en Joeri Rotthier | The Bitter End - Placebo           |

### Épisode 9 (15 mars)
| Ordre | Coach              | Candidat          | Candidat          | Chanson                                              |
| ----- | ------------------ | ----------------- | ----------------- | ---------------------------------------------------- |
| 1     | Jasper Steverlinck | Lori Eestermans   | Sandy Miessi      | Coming Home (en) - Diddy-Dirty Money                 |
| 2     | Koen Wauters       | Jeroen Van Troyen | Marijke De Roover | Mercy - Duffy (version de Selah Sue & Triggerfinger) |
| 3     | Natalia Druyts     | Robby Longo       | Nathalie Moers    | Islands in the Stream - Kenny Rogers & Dolly Parton  |
| 4     | Jasper Steverlinck | Gilles Thiry      | Paulien Mathues   | Fascination (en)- Alphabeat                          |
| 5     | Alex Callier       | Olivier De Laet   | Domien Cnockaert  | You're Not Alone (en) - Mads Langer                  |
| 6     | Koen Wauters       | Patricia Lalomia  | Lucas Peeters     | Il nous faut (en)- Tom Dice & Elisa Tovati           |

### Épisode 10 (22 mars)
| Ordre | Coach              | Candidat              | Candidat         | Chanson                                             |
| ----- | ------------------ | --------------------- | ---------------- | --------------------------------------------------- |
| 1     | Natalia Druyts     | Loredana De Amicis    | Jens Oomes       | If I Never See Your Face Again - Maroon 5 & Rihanna |
| 2     | Jasper Steverlinck | Sarah Godard          | Eva Van Puyvelde | Skyfall - Adele                                     |
| 3     | Alex Callier       | Jessica Lamote        | Toni Verlinden   | Candy (en) - Iggy Pop & Kate Pierson                |
| 4     | Koen Wauters       | Maria Theresa Morales | Krystina Salcedo | Irreplaceable - Beyoncé                             |
| 5     | Natalia Druyts     | Elke Vandebroek       | Julie Barbé      | Unwritten - Natasha Bedingfield                     |
| 6     | Koen Wauters       | Jelle Degens          | Theo Dewitte     | Envoi - Absynthe Minded                             |

## The Liveshows
– Vainqueur
 – Lauren Zweegers quitte à la suite de problèmes de voix, elle est remplacée par Kaat Verschueren

### Épisode 11 (29 mars)
| Ordre | Coach              | Candidat                | Chanson                                                         | Resultaat                     |
| ----- | ------------------ | ----------------------- | --------------------------------------------------------------- | ----------------------------- |
| 1     | Koen Wauters       | Freija D'Hondt          | Crazy - Gnarls Barkley                                          | Candidat a été éliminé        |
| 2     | Koen Wauters       | Jeroen Van Troyen       | Wicked Game - Chris Isaak                                       | Candidat a été éliminé        |
| 3     | Alex Callier       | Kaat Verschueren1       | Goodbye Kiss - Kasabian                                         | Candidat a été éliminé        |
| 4     | Alex Callier       | Timna Vanhecke          | Kiss Me - Sixpence None the Richer                              | Candidat a été éliminé        |
| 5     | Natalia Druyts     | Robby Longo             | All Summer Long (en) - Kid Rock                                 | Sauvé par le coach            |
| 6     | Natalia Druyts     | Lucas Peeters           | More (en) - Usher                                               | Candidat a été éliminé        |
| 7     | Koen Wauters       | Maria Theresa Morales   | Grenade - Bruno Mars                                            | Sauvé par le coach            |
| 8     | Koen Wauters       | Theo Dewitte            | Let Her Go - Passenger                                          | Sauvé par les téléspectateurs |
| 9     | Jasper Steverlinck | Eva en Elias Storme     | Crucify - Tori Amos                                             | Candidat a été éliminé        |
| 10    | Jasper Steverlinck | Paulien Mathues         | You're the One That I Want - John Travolta & Olivia Newton-John | Sauvé par le coach            |
| 11    | Alex Callier       | Jelle Degens            | Pumped Up Kicks - Foster the People                             | Sauvé par les téléspectateurs |
| 12    | Alex Callier       | Jaouad Alloul           | Smells Like Teen Spirit - Nirvana                               | Sauvé par le coach            |
| 13    | Natalia Druyts     | Bjorn en Joeri Rotthier | Uprising - Muse                                                 | Candidat a été éliminé        |
| 14    | Natalia Druyts     | Jana De Valck           | Euphoria - Loreen                                               | Sauvé par les téléspectateurs |
| 15    | Jasper Steverlinck | Bert Van Renne          | Baby Don't Worry - Broken Glass Heroes (nl)                     | Candidat a été éliminé        |
| 16    | Jasper Steverlinck | Matthijs Vanstaen       | No Sound but the Wind (en) - Editors                            | Sauvé par les téléspectateurs |

### Épisode 12 (5 avril)
| Ordre | Coach              | Candidat             | Chanson                                       | Resultaat                     |
| ----- | ------------------ | -------------------- | --------------------------------------------- | ----------------------------- |
| 1     | Natalia Druyts     | Julie Barbé          | Rich Girl - Gwen Stefani                      | Candidat a été éliminé        |
| 2     | Natalia Druyts     | Jens Oomes           | Build Me Up Buttercup (en) - The Foundations  | Candidat a été éliminé        |
| 3     | Alex Callier       | Lauren Zweegers1     | Teardrops - Womack & Womack                   | Sauvé par le coach            |
| 4     | Alex Callier       | Toni Verlinden       | Sweet Dreams - Eurythmics                     | Candidat a été éliminé        |
| 5     | Jasper Steverlinck | Lisa Castelli        | Bulletproof - La Roux                         | Candidat a été éliminé        |
| 6     | Jasper Steverlinck | Domien Cnockaert     | Sadness - Stash                               | Sauvé par les téléspectateurs |
| 7     | Natalia Druyts     | Daniel López Montejo | María - Ricky Martin                          | Sauvé par le coach            |
| 8     | Natalia Druyts     | Chris Medaer         | House For Sale (nl) - Lucifer (nl)            | Sauvé par les téléspectateurs |
| 9     | Koen Wauters       | Eva Van Puyvelde     | Never Forget You - Noisettes                  | Sauvé par le coach            |
| 10    | Koen Wauters       | Els Artois           | Melvin - Arsenal                              | Candidat a été éliminé        |
| 11    | Alex Callier       | Arnd Van Vlierden    | Breakfast in Vegas (en) - Praga Khan          | Candidat a été éliminé        |
| 12    | Alex Callier       | Olivier De Laet      | I Wanna Dance With Somebody - Whitney Houston | Sauvé par les téléspectateurs |
| 13    | Jasper Steverlinck | Sarah Godard         | Diamonds - Rihanna                            | Sauvé par le coach            |
| 14    | Jasper Steverlinck | Lori Eestermans      | Louisiana 1927 (en) - Randy Newman            | Candidat a été éliminé        |
| 15    | Koen Wauters       | Niels Cockx          | Domino - Clouseau                             | Sauvé par les téléspectateurs |
| 16    | Koen Wauters       | Patricia Lalomia     | Titanium - David Guetta feat. Sia             | Candidat a été éliminé        |

### Épisode 13 (12 avril)
| Ordre | Coach              | Candidat              | Chanson                                          | Resultaat                     |
| ----- | ------------------ | --------------------- | ------------------------------------------------ | ----------------------------- |
| 1     | Jasper Steverlinck | Matthijs Vanstaen     | Black and Gold - Sam Sparro                      | Veilig (Coach 2e keuze)       |
| 2     | Jasper Steverlinck | Domien Cnockaert      | How Can We Hang On to a Dream? (en) - Tim Hardin | Sauvé par les téléspectateurs |
| 3     | Alex Callier       | Kaat Verschueren      | Piece of My Heart - Erma Franklin                | Candidat a été éliminé        |
| 4     | Alex Callier       | Jaouad Alloul         | All The Lovers - Kylie Minogue                   | Veilig (Coach 1e keuze)       |
| 5     | Natalia Druyts     | Chris Medaer          | Gimme All Your Lovin' - ZZ Top                   | Candidat a été éliminé        |
| 6     | Natalia Druyts     | Daniel López Montejo  | Burbujas de Amor - Juan Luis Guerra              | Veilig (Coach 1e keuze)       |
| 7     | Jasper Steverlinck | Paulien Mathues       | Delay - Intergalactic Lovers                     | Veilig (Coach 1e keuze)       |
| 8     | Jasper Steverlinck | Sarah Godard          | Everybody Here Wants You (en) - Jeff Buckley     | Candidat a été éliminé        |
| 9     | Koen Wauters       | Niels Cockx           | Sinds 1 Dag of 2 - Doe Maar                      | Candidat a été éliminé        |
| 10    | Koen Wauters       | Eva Van Puyvelde      | Limit to Your Love - Leslie Feist                | Veilig (Coach 1e keuze)       |
| 11    | Alex Callier       | Olivier De Laet       | Sexy and I Know It - LMFAO                       | Sauvé par les téléspectateurs |
| 12    | Alex Callier       | Jelle Degens          | Laura (en) - Bat for Lashes                      | Veilig (Coach 2e keuze)       |
| 13    | Natalia Druyts     | Robby Longo           | American Pie - Don McLean                        | Sauvé par les téléspectateurs |
| 14    | Natalia Druyts     | Jana De Valck         | Beneath Your Beautiful (en)- Emeli Sandé         | Veilig (Coach 2e keuze)       |
| 15    | Koen Wauters       | Theo Dewitte          | Don't You (Forget About Me) - Simple Minds       | Veilig (Coach 2e keuze)       |
| 16    | Koen Wauters       | Maria Theresa Morales | Eternal Flame - The Bangles                      | Sauvé par les téléspectateurs |

### Épisode 14 (19 avril)
| Ordre | Coach              | Candidat              | Chanson                                       | Resultaat                     |
| ----- | ------------------ | --------------------- | --------------------------------------------- | ----------------------------- |
| 1     | Natalia Druyts     | Daniel López Montejo  | Y Baila (En Dans) - Clouseau                  | Candidat a été éliminé        |
| 2     | Natalia Druyts     | Robby Longo           | Jessie (en) - Joshua Kadison (en)             | Sauvé par le coach            |
| 3     | Jasper Steverlinck | Paulien Mathues       | Sweet Child o' Mine" - Guns N' Roses          | Sauvé par les téléspectateurs |
| 4     | Koen Wauters       | Theo Dewitte          | That Look You Give That Guy - Eels            | Sauvé par le coach            |
| 5     | Koen Wauters       | Maria Theresa Morales | Complicated - Avril Lavigne                   | Sauvé par les téléspectateurs |
| 6     | Alex Callier       | Jaouad Alloul         | No Room for Doubt - Lianne La Havas           | Sauvé par le coach            |
| 7     | Natalia Druyts     | Jana De Valck         | ...Baby One More Time - Britney Spears        | Sauvé par les téléspectateurs |
| 8     | Koen Wauters       | Eva Van Puyvelde      | Somebody That I Used to Know - Gotye          | Candidat a été éliminé        |
| 9     | Jasper Steverlinck | Domien Cnockaert      | I Promised Myself - Nick Kamen                | Candidat a été éliminé        |
| 10    | Jasper Steverlinck | Matthijs Vanstaen     | If You Could Read My Mind - Gordon Lightfoot  | Sauvé par le coach            |
| 11    | Alex Callier       | Jelle Degens          | Undercover Martyn (en) - Two Door Cinema Club | Candidat a été éliminé        |
| 12    | Alex Callier       | Olivier De Laet       | Samson (en) - Regina Spektor                  | Sauvé par les téléspectateurs |

### Épisode 15 — Demi-finale (26 avril)
| Ordre | Coach              | Candidat                             | Chanson                                                             | Resultaat              |
| ----- | ------------------ | ------------------------------------ | ------------------------------------------------------------------- | ---------------------- |
| 1     | Koen Wauters       | Theo Dewitte                         | Little Talks - Of Monsters and Men                                  | Finaliste              |
| 2     | Koen Wauters       | Maria Theresa Morales                | Breakeven - The Script                                              | Candidat a été éliminé |
| 3     | Alex Callier       | Olivier De Laet                      | Sweet Nothing - Calvin Harris feat. Florence Welch                  | Finaliste              |
| 4     | Natalia Druyts     | Robby Longo                          | Pride - U2                                                          | Finaliste              |
| 5     | Natalia Druyts     | Jana De Valck                        | Play (en) - Jennifer Lopez                                          | Candidat a été éliminé |
| 6     | Jasper Steverlinck | Matthijs Vanstaen                    | Hollow Talk - Choir of Young Believers (en)                         | Candidat a été éliminé |
| 7     | Koen Wauters       | Maria Theresa Morales & Theo Dewitte | Zanna (en) - Selah Sue & Tom Barman vs. The Subs (en)               | —                      |
| 8     | Natalia Druyts     | Jana De Valck & Robby Longo          | Need You Now - Lady Antebellum                                      | —                      |
| 9     | Jasper Steverlinck | Paulien Mathues & Matthijs Vanstaen  | Trouble - Coldplay                                                  | —                      |
| 10    | Alex Callier       | Jaouad Alloul                        | Get Out of Your Lazy Bed (en) - Matt Bianco                         | Candidat a été éliminé |
| 11    | Jasper Steverlinck | Paulien Mathues                      | Friday I'm in Love - The Cure                                       | Finaliste              |
| 12    | Alex Callier       | Olivier De Laet & Jaouad Alloul      | To All the Girls I've Loved Before - Willie Nelson & Julio Iglesias | —                      |

#### Résultat
| Coach              | Candidat              | Points coach | Points téléspectateurs | Total | Résultat               | Chanson                           |
| ------------------ | --------------------- | ------------ | ---------------------- | ----- | ---------------------- | --------------------------------- |
| Koen Wauters       | Theo Dewitte          | 65           | 42                     | 107   | Finaliste              | Vibrant Eyes                      |
| Koen Wauters       | Maria Theresa Morales | 35           | 58                     | 93    | Candidat a été éliminé | —                                 |
| Natalia Druyts     | Robby Longo           | 55           | 59                     | 114   | Finaliste              | The World                         |
| Natalia Druyts     | Jana De Valck         | 45           | 41                     | 86    | Candidat a été éliminé | —                                 |
| Jasper Steverlinck | Paulien Mathues       | 45           | 61                     | 106   | Finaliste              | There's Some Place I've Got To Be |
| Jasper Steverlinck | Matthijs Vanstaen     | 55           | 39                     | 94    | Candidat a été éliminé | —                                 |
| Alex Callier       | Olivier De Laet       | 50           | 77                     | 127   | Finaliste              | Stay                              |
| Alex Callier       | Jaouad Alloul         | 50           | 23                     | 73    | Candidat a été éliminé | —                                 |

### Épisode 16 — Finale (3 mai)
| Ordre | Coach              | Candidat                             | Chanson                                               |
| ----- | ------------------ | ------------------------------------ | ----------------------------------------------------- |
| 1     | Natalia Druyts     | Robby Longo                          | All Summer Long (en) - Kid Rock                       |
| 2     | Alex Callier       | Olivier De Laet & Alex Callier       | Nothing Compares 2 U - Prince                         |
| 3     | Koen Wauters       | Theo Dewitte & Koen Wauters          | The Boxer - Simon & Garfunkel                         |
| 4     | Jasper Steverlinck | Paulien Mathues                      | Smile - Lily Allen                                    |
| 5     | Alex Callier       | Olivier De Laet                      | Sexy and I Know It - LMFAO                            |
| 6     | Jasper Steverlinck | Paulien Mathues & Jasper Steverlinck | Love Is A Losing Game - Amy Winehouse                 |
| 7     | Koen Wauters       | Theo Dewitte                         | Let Her Go - Passenger                                |
| 8     | Natalia Druyts     | Robby Longo & Natalia Druyts         | Don't It Make My Brown Eyes Blue (en) - Crystal Gayle |

#### Résultat
| Classement | Candidat                     | Coach                     | Résultat  |
| ---------- | ---------------------------- | ------------------------- | --------- |
| 1          | Paulien Mathues              | Jasper Steverlinck        | Vainqueur |
| 2          | Robby Longo                  | Natalia Druyts            |           |
| —          | Theo Dewitte Olivier De Laet | Koen Wauters Alex Callier | éliminé   |

## Audiences
| Épisode | Date             | Téléspectateurs | Classement |
| ------- | ---------------- | --------------- | ---------- |
| 1       | 18 janvier 2013  | 932 790         | 8          |
| 2       | 25 janvier 2013  | 1 061 159       | 6          |
| 3       | 1er février 2013 | 986 946         | 8          |
| 4       | 8 février 2013   | 961 355         | 7          |
| 5       | 15 février 2013  | 1 034 591       | 6          |
| 6       | 22 février 2013  | 1 012 043       | 7          |
| 7       | 1er mars 2013    | 914 761         | 7          |
| 8       | 8 mars 2013      | 855 507         | 8          |
| 9       | 15 mars 2013     | 864 178         | 9          |
| 10      | 22 mars 2013     | 593 493         | 23         |
| 11      | 29 mars 2013     | 816 286         | 9          |
| 12      | 5 avril 2013     | 692 506         | 13         |
| 13      | 12 avril 2013    | 722 683         | 10         |
| 14      | 19 avril 2013    | 758 224         | 9          |
| 15      | 26 avril 2013    | 764 096         | 8          |
| 16      | 3 mai 2013       | 793 336         | 6          |